# Сонный паралич
Со́нный парали́ч (сонный сту́пор), или катаплексия пробуждения, — состояние полного или частичного паралича мышц, возникающее во время пробуждения ото сна или — реже — во время засыпания. В этом состоянии человек обездвижен, не может говорить, однако способен управлять движениями глазами. Длится эпизод сонного паралича секунды или минуты, а прервать его могут прикосновения к испытывающему или звуки. Может возникать как у здоровых людей, так и при нарколепсии, каталепсии или гипнагогии. Сонный паралич считается изолированным, если он не связан с какими-либо другими нарушениями или состояниями.
Сонный паралич является одной из самых распространённых форм, связанной с фазой быстрого сна парасомнии, обнаруживаемой у пациентов неврологами, и возникает, когда атония мышц фазы быстрого сна распространяется на период пробуждения или засыпания. У большинства испытывающих это состояние людей на сонный паралич накладываются сновидения, являясь при этом яркими и часто неприятными. Это происходит потому, что человек находится всё ещё в состоянии сна, но мозг оказывается активным. Состояние обычно является пугающим, а сочетание бодрствования со сновидениями по сути является галлюцинациями. Однако несмотря на то, что сонный паралич может пугать, он считается безвредным.
Диагностируется на основе жалоб пациента или анкетированием. Большинство людей не испытывает клинически значимых беспокойств из-за сонного паралича, в случае же наличия таковых немногие обращаются за лечением. По состоянию на 2016 год фармакологические и психотерапевтические методы лечения являлись многообещающими, однако не было ни одного рандомизированного исследования, поэтому для поддержки терапий требуются большие контролируемые исследования.
Сонный паралич является достаточно распространённым явлением. У большинства испытавших его людей сонный паралич возникнет всего один или два раза в жизни. Согласно метаанализу 35 исследований, примерно 7 % населения хотя бы один раз в жизни испытали эпизод паралича мышц при пробуждении. Однако пациенты могут придумывать отличные от медицинских объяснения сонному параличу, в связи с чем считается, что он сыграл роль в возникновении и становлении многих сверхъестественных убеждений, например о похищении инопланетянами или нападениях демонов. Сонный паралич получил достаточно широкую известность из-за ненаучных представлений.
Это состояние обратно сомнамбулизму, когда паралич мышц не наступает во сне.

## Общие сведения
Во время фазы быстрого сна человеку снятся сны. Мозг временно парализует мышечную активность тела, предотвращая какие-либо движения, не давая человеку физически реагировать на сон, в том числе в эмоциональных порывах. Этот паралич называется атонией мышц и возникает из-за подавления тонуса скелетных мышц в варолиевом мосту и в вентромедиальной части продолговатого мозга с помощью γ-аминомасляной кислоты и глицина, являющихся нейромедиаторами, подавляющими двигательные нейроны в спинном мозге. Сонный паралич наступает, когда человек оказывается в сознании, но мозг находится в состоянии фазы быстрого сна, в результате чего человек оказывается в ловушке, осознавая окружающий мир, контролируя дыхание, но не имея возможности двигаться и говорить.
Помимо сонного паралича к диссоциативным переживаниям, которые могут возникать во время быстрого сна, относятся кошмары и осознанные сновидения. Кошмары являются пугающими сновидениями, от которых обычно сразу просыпаются и которые можно вспомнить в деталях после пробуждения, при этом кошмары являются сильным предиктором сонного паралича. Осознанные сновидения сочетают в себе элементы сна и пробуждения, то есть во время сна происходит осознание того, что человек спит. Сонный паралич сочетает в себе элементы сна и бодрствования, возникая при пробуждении или засыпании, но характеризуется невозможностью совершать волевые движения. То есть во время сонного паралича человек оказывается обездвижен. Особенностью сонного паралича также являются галлюцинации, которые часто принимают сверхъестественную форму и вызывают сильный страх. Осознанные сновидения и сонный паралич объединяет то, что в обоих случаях человек находится в сознании во время быстрого сна, что является основной характеристикой обоих состояний.

## Распространённость
Согласно исследованиям, среди населения хотя бы раз в жизни сонный паралич испытало 7,65 % людей. При этом студенты чаще подвержены случаям сонного паралича: среди них его испытало 28,3 %. Наиболее предрасположены к сонному параличу оказались психиатрические больные. Среди них сонный паралич случался у 31,9 % больных. Среди психиатрических больных с паническим расстройством сонный паралич возникал у 34,6 % человек.
Исходя из частоты случаев сонного паралича у студентов и у психиатрических больных, можно предположить, что возникновение сонного паралича может быть связано с нерегулярным сном либо с постоянным стрессом.
Женщины, хотя бы один раз испытавшие в своей жизни сонный паралич, встречаются с несколько большей частотой (в несколько процентов), нежели мужчины. Но так как разница слишком мала, можно считать, что вероятность возникновения сонного паралича у мужчин и у женщин примерно одинаковая.
Согласно одному из исследований, проводимых среди студентов, 75 % опрошенных, испытавших сонный паралич, сообщали по крайней мере об одном случае, который сопровождался галлюцинациями. Приблизительно у 10 % из них сопровождение галлюцинациями происходило три и более раз. Также 90 % сообщивших о случаях сонного паралича студентов сообщали и об испытанном страхе.
У 7,5 % больных нарколепсией, страдающих от чрезмерной дневной сонливости, присутствуют эпизоды сонного паралича, случающиеся хотя бы один раз в месяц.

## Формы
Сонный паралич может протекать в двух формах: при засыпании (гипнагогическая форма) или при пробуждении (гипнопомпическая форма). Обе формы могут сочетаться у одного и того же человека.
При засыпании человек расслабляется и не замечает, как он постепенно на фоне замедления дыхания и сердцебиения перестаёт двигаться и переходит ко сну. Однако если в этот период человек окажется в сознании, то он обнаружит, что не может говорить и двигаться, что будет проявлением гипнагогической формы сонного паралича.
После засыпания происходит чередование фаз глубокого и быстрого сна. Сочетание этих двух фаз составляет цикл. Первый цикл короче, длительность второго и последующих циклов обычно варьируется от 90 до 120 минут. За ночь у человека может быть несколько таких циклов. Во время фазы быстрого сна человеку снятся сны, сопровождающиеся быстрыми движениями глаз, однако мышцы тела обездвижены. Гипнопомпическая форма сонного паралича возникает, если человек оказывается в сознании в то время, когда этап быстрого сна ещё не закончился, обнаруживая, что он не может говорить и двигаться.

## Факторы риска
Риск сонного паралича возрастает из-за плохого или нарушенного сна. Сонный паралич обычно встречается у сменных рабочих и проявляется с большей вероятностью при сне в положении лёжа на спине. Также сонный паралич может быть связан с гипертонией, идеопатической гиперсомнией, депривацией сна, нарколепсией, синдромом обструктивного апноэ во сне, употреблением алкоголя и болезнью Вильсона — Коновалова.
У пациентов с сонным параличом часто встречаются история травм или посттравматическое стрессовое расстройство. Также сонный паралич часто сопровождается паническим расстройством, генерализованным тревожным расстройством, страхом смерти и социофобией. Однако природа этих взаимосвязей пока не выяснена.
Риск может быть выше и в связи с личностными качествами, например с повышенными уровнями диссоциации, развитости воображения и веры в паранормальное или сверхъестественное. Однако и в этом случае причинно-следственные связи не ясны, но возможна двусторонняя взаимосвязь.
Возможна наследственная предрасположенность, есть сообщения о связи сонного паралича с семейным родством. Некоторые гены, которые участвуют в цикле сна и пробуждения, также могут быть вовлечены в механизм сонного паралича и влиять на предрасположенность к нему. Эти гены включают в себя PER1, PER2, PER3, ABCC9, CACNA1C, ARNTL2, CLOCK и DBP.

## Диагностика
Сонный паралич считается изолированным, если он возникает сам по себе, то есть не связан с каким-либо другим нарушением или состоянием. Изолированный сонный паралич характеризуется атонией мышц при засыпании или при пробуждении. В этом состоянии контролируются движения глазами, обычно возникает ощущение удушья, также может быть контроль над дыханием. Во время эпизода возможны галлюцинации, но для постановки диагноза они не важны. Длительность эпизодов обычно составляет от нескольких секунд до 20 минут с медианной длительностью в 6 минут.
Для диагностирования повторяющегося сонного паралича нет каких-либо медицинских тестов вроде полисомнографии, которая не показывает каких-либо специфических особенностей в случае сонного паралича. Диагноз ставится на основе жалоб пациента и по результатам анкетирования. По Международной классификации нарушений сна (ICSD-3) повторяющийся изолированный сонный паралич получил формальный статус диагноза (G47.51), однако в классификаторе болезней МКБ-10 этот диагноз отсутствует. Также сонный паралич может быть кодирован как парасомния, которая является широким понятием и определяется как нежелательные или причиняющие беспокойства события или ощущения, возникающие во время сна, при засыпании или при пробуждении. Диагностика сонного паралича строится на основе нескольких эпизодов сонного паралича, причиняющего значительное беспокойство, например, если со сном связаны тревога или страх.

## Лечение
Из-за отсутствия рандомизированных контролируемых исследований лечение сонного паралича основывается на рекомендациях по нарколепсии, небольших клинических исследованиях, клинических данных и логических выводах, основанных на результатах исследований сонного паралича и повторяющегося изолированного сонного паралича.
В случае изолированного сонного паралича медицинский подход предполагает объяснение пациенту симптомов этого состояния и осведомление об отсутствии какого-либо вреда. Если же сонный паралич связан с каким-либо другим нарушением, то требуется лечение исходного нарушения. Поскольку в большинстве случаев сонный паралич не причиняет сильных беспокойств, а за медицинской помощью обращаются лишь немногие, задачей медицинских работников является оценка необходимости лечения исходя из денежных затрат, затрат времени на лечение и побочных эффектов от лечения.

### Психотерапевтическое лечение
Если причиной повторяющегося сонного паралича является фрагментированный или беспокойный сон, снизить риск возникновения может гигиена сна, например засыпание и просыпание в одно и то же время, а также отказ от употребления алкоголя или содержащих кофеин напитков перед сном. Также рекомендуются специфические инструкции, например избегания засыпания на спине или на животе. В случае бессонницы может помочь лечение самой бессонницы.

### Фармакологическое лечение
При сонном параличе нашли своё применение некоторые препараты, обычно используемые в лечении нарколепсии, однако результаты их применения среди исследований обычно противоречивы или вовсе не определены.
При нарколепсии обычно используются трициклические антидепрессанты, они же чаще всего используются и при сонном параличе, а механизм их действия, предположительно, заключается в подавлении фазы быстрого сна. Нашли своё применение также некоторые селективные ингибиторы обратного захвата серотонина. Результаты исследований оксибутирата натрия в лечении нарколепсии противоречивы, однако, вероятно, он может снижать частоту эпизодов сонного паралича.
Селективный ингибитор обратного захвата норэпинефрина вилоксазин в открытом многоцентровом исследовании оказался не лучше плацебо. Мапротилин в одном исследовании, наоборот, приводит к увеличению частоты возникновения эпизодов сонного паралича.

## Исследования
Переживания, сопутствующие сонному параличу, изучались Алланом Чейном и его коллегами из канадского университета Уотерлу. Сведения об ощущениях, сопровождающих феномен, были разделены на три группы:
- «ощущаемое присутствие», страх, зрительные и слуховые галлюцинации;
- давление на грудь, затруднённое дыхание и боль;
- «необычные телесные ощущения», включающие парение, полёт, внетелесное переживание и ощущение блаженства[36].

Наиболее распространённым оказалось переживание присутствия и страх. Физиологические ощущения при этом, вероятно, связаны с подавлением моторики во время фазы быстрого сна, а галлюцинации — с попыткой мозга установить причину необычных ощущений. Другая группа переживаний включает ощущения полёта, ускорения, кружения, попадания в вихрь или туннель, подъёма, поездки в лифте и связана с работой вестибулярного аппарата. Активность последнего увеличивается во время фазы быстрого сна, но отсутствие информации о положении тела, связанное со сном, интерпретируется как парение, полёт и т. д. Внетелесные переживания, которые иногда сопутствуют феномену сонного паралича, могут сопровождаться страхом или иллюзией «похищения», но также могут вызывать радостные переживания.
Кевин Нельсон, невролог из университета Лексингтона (Кентукки), и его коллеги занимались изучением связей между феноменами внетелесного переживания, сонным параличом и околосмертными переживаниями и сделали вывод, что мозг некоторых людей может быть предрасположен к этим явлениям. При этом внетелесное переживание при сонном параличе похоже на аналогичное при околосмертном переживании.

## Общество и культура

### Осознанный сонный паралич
Предполагается, что некоторые люди могут сознательно контролировать сонный паралич для вызова внетелесных переживаний, несмотря на то, что такой опыт бывает достаточно пугающим. Некоторые исследователи связывают традиционную способность шаманов «покидать своё тело» с феноменом сопутствующего сонному параличу внетелесного переживания. По их мнению, такие шаманы обучаются контролю сонного паралича для вызова внетелесных переживаний и не считают это состояние ужасным.

### Мифологические интерпретации
Сонный паралич оказал своё влияние на многочисленные мифы и легенды различных культур в разные времена, включающие тематики похищения пришельцами, людей-теней и присутствия нечистой силы. Сонный паралич прослеживается и в сюжетах с «ходячим» покойником, который обычно «душит» человека, причины чего могут приписываться тому, что человек занял место покойника, нарушил какой-либо запрет или покойник просто навещает близких. Рассказы о сонном параличе лежат в основе многих верований, в которых на спящего человека могут воздействовать различные демонические существа, включая духов, ведьм, суккубов, джиннов и т. д. В иностранной литературе раньше сонный паралич был также известен как синдром «старой ведьмы».
В восточнославянской культуре сонный паралич лежит в основе многих рассказов о домовом, а в зависимости от рассказа, домовой может появляться при засыпании или пробуждении, при этом человек может оказаться неспособен пошевелиться или позвать на помощь, могут возникать чувство удушья или страх и т. д. Однако рассказы со всеми описанными обстоятельствами сложно встретить. В рассказах домовой может возникать в совершенно различных образах и вести себя по-разному, например душить, издавать звуки, прикасаться или вызывать кошмары.
В английском языке слово «nightmare» (кошмар), которое в современном языке ассоциируется со снами, изначально писалось с заглавной буквы, имело другой смысл и всегда включало в себя ощущение давления на грудь. В слове «Nightmare» вторая часть слова «mare» по одной из версий происходит от немецкого «mara», что означает демона или суккуба, а по другой — происходит от немецкого «mahr» и древнескандинавского «mara» (мара) — сверхъестественных существ, которые садятся на грудь людей во сне, заставляя их страдать. Хотя мара уже давно забыта, понятие отложилось в культуре многих языков. В русском языке с этим понятием этимологически связана кикимора.
В русской народной традиции сонный паралич ассоциируется с домовым, марой, кикиморой и ночницей, которые, согласно поверьям, вскакивают человеку на грудь с целью предупредить о каких-либо значимых событиях.
В Египте существуют убеждения о том, что сонный паралич вызывается джиннами — подобными духам существами, представления о которых зародились в исламской культуре. В чувашской мифологии для этого явления есть отдельный персонаж — Вубар. В калмыцкой традиции это злой дух хар дарна, который душит во сне и не даёт проснуться. В мифологии басков для этого явления также имеется отдельный персонаж — Ингума, появляющийся ночью в домах во время сна и сдавливающий горло кого-нибудь из спящих, затрудняя дыхание и вызывая тем самым ужас. В японской терминологии сонному параличу соответствует понятие канасибари, которое мифологически объясняется как астральная каталепсия, при которой гигантский демон пробирается по ночам в дома и давит своей ногой на грудь спящего. Согласно кыргызской традиции, сонный паралич вызывается существом Албарсты, садящимся на грудь во время сна.